# Zwackhiomyces berengerianus
Zwackhiomyces berengerianus är en lavart som först beskrevs av Johann Franz Xaver Arnold och som fick sitt nu gällande namn av Grube och Dagmar Triebel. 
Zwackhiomyces berengerianus ingår i släktet Zwackhiomyces och familjen Xanthopyreniaceae. Arten är reproducerande i Sverige.